# Nogaji Tatár Kánság
A Nogaji Tatár Kánság vagy Nohaji Kánság, Nohaji Horda (kazak nyelven Ноғай Ордасы, oroszul Ногайская Орда, törökül Nogay Orda) egykori tatár részfejedelemség a Kaszpi-tenger észak-keleti vidékén.

## Története
Az ország névadója Nogaj kán volt, aki 1299-ben telepedett le itt mongoljaival. Az itt élő kun-kipcsák törzseket magába olvasztotta, amelybe más altaji elemek, így a magyar történelemből is ismert besenyők is keveredtek. Ebből alakult ki az új nép, a nogajiak, akiknek csoportjai a törökök segédcsapataként Moldvában is megjelentek. Ott még Nagy Lajos magyar király is hadakozott ellenük. A székelyek és Lackfi Endre 1345-ben nagy győzelmet is aratott felettük Moldvában.

Ezek a tatár csoportok aztán lassan beolvadtak a románokba.
Nogaj mint az Arany Horda hűbérese, szállásterületet a Volga folyótól keletre, az Urál folyóig terjedő területen kapott (ez a mai Kazahsztán észak-nyugati részét fedi le)  és ott törekedett minél nagyobb önállóság szerzésére, mely rovására lett a Kipcsák Kánságnak.

A nogajiak már ekkor egész háborúk sorozatát vívták főleg az oroszok ellen, s többször betörtek Ukrajna keleti felébe is. Harcokat folytattak a kaukázusi népekkel, de leggyakrabban a szomszédos kalmükökkel.
Az Arany Horda felbomlása után Nogaj a Krími Kánság részfejedelemsége lett, s megőrizte belső autonómiáját. A Krími Kánságnak egyébként több más részfejedelemsége is volt, így a Duna mentén Jediszán és Budzsák is.
A nogaji tatárok különösen kegyetlen és vérszomjas harcosok voltak. A feljegyzések rendkívüli pusztításokról tesznek tanúbizonyságot.

Bár főleg a kánság keleti háborúiban vette ki részét Nogaj, de egy-egy alkalomkor a lengyelországi, ukrajnai, moldvai, havasalföldi, sőt magyarországi harcokra is jutottak nogaji lovasok. A tizenöt éves háborúban több nogaji is harcolt a krími tatárok kötelékében.
A kalmükökkel vívott sorozatos harcok merítették ki őket. A kalmükök nem egy esetben kaptak orosz, vagy kozák segítséget. Asztrahányt is kalmük segítséggel hódították meg az oroszok. 1643-ban a kalmükök végzetes vereséget mértek a nogajiakra, s a fejedelemségük összeomlott. Véglegesen 1711-ben szűnt meg önállóságuk, mikor az oroszok, kozákok és kalmükök közösen számolták fel a nogajiak uralmát a területen.

## Az ország társadalmi felépítése, lakossága
A kánságban, a tatároknál hagyományos települések, ún. uluszok feküdtek, amiket murzák irányítottak. Az uluszok a központi szállásterület, az ország fővárosa körül helyezkedtek el. Ezeken a helyeken alakultak ki különböző klánok.

Az alacsonyabb rétegek nagyon ki voltak szolgáltatva a vezető elit zsarnokságának, ami időközönként igen durva elnyomásba csapott át.
Az ország irányítója a bej, vagy bég volt. Az ő helyettese 1537-ben a nureddin lett, aki a fiak, vagy az egyik fiatalabb testvér közül került ki.
A tatár lakosságnak volt téli szállásterülete is, a Szeráj-Jük a Kaszpi-tenger közelében, ahol az emberek átvészelték a telet.

Bár nagy haszna származott a különböző rablóháborúkból, de Nogaj foglalkozott kereskedéssel is. A lakosság általában nomád életformát folytatott; vadászott, gyűjtögetett, a földművelést egyáltalán nem ismerték.
Kisebbségként még éltek Nogajban más tatár csoportok is, valamint kalmükök, vagy kaukázusiak.